# Sonya Noskowiak
Sonya Noskowiak, née à Leipzig (Allemagne) le 25 novembre 1900 et morte à Greenbrae (Californie) le 28 avril 1975, est une photographe américaine.

## Biographie
Sonya Noskowiak fut membre du groupe f/64, un collectif de photographes de San Francisco qui comprenait aussi Ansel Adams, Imogen Cunningham et Edward Weston.